# Leptocerus ophiophagi
Leptocerus ophiophagi är en nattsländeart som beskrevs av Malicky 1993. Leptocerus ophiophagi ingår i släktet Leptocerus och familjen långhornssländor. Inga underarter finns listade i Catalogue of Life.